# Хойми
Хойми (вариант Хайми) — село в Кулинском районе Дагестана. Входит в сельское поселение «Сельсовет „Каялинский“».

## Географическое положение
Расположено в 2 км к северу от районного центра села Вачи, на левом берегу реки Хунних.

## Население
| 1888 | 1895 | 1926 | 1939 | 1970 | 1989 | 2002 |
| ---- | ---- | ---- | ---- | ---- | ---- | ---- |
| 302  | ↗330 | ↘241 | ↗297 | ↘216 | ↘175 | ↗217 |
| 2010 | 2021 |      |      |      |      |      |
| ↗237 | ↗240 |      |      |      |      |      |